# Onychoserica flabellata
Onychoserica flabellata är en skalbaggsart som beskrevs av Moser 1916. Onychoserica flabellata ingår i släktet Onychoserica och familjen Melolonthidae. Inga underarter finns listade i Catalogue of Life.